# Équipe de Norvège féminine de handball aux Jeux olympiques d'été de 2016
Cet article relate le parcours de l'Équipe de Norvège féminine de handball aux Jeux olympiques d'été de 2016, organisé au Brésil. Il s'agit de la 7e participation de la Norvège aux Jeux olympiques.
Double tenante du titre, les Norvégiennes sont battues lors du match d'ouverture face au Brésil. Victorieuses de leur 4 autres matchs de poule, elles terminent 2e de leur poule et surclassent les Suédoises en quart de finale (33-20). La Norvège est toutefois battue par la Russie en demi-finale après prolongation mais se reprend en remportant la médaille de bronze aux dépens des Pays-Bas.

## Résultats

### Poule A
|   | Équipe     | Pts | J | G | N | P | Bp  | Bc  | Diff | Dép |
| - | ---------- | --- | - | - | - | - | --- | --- | ---- | --- |
| 1 | Brésil     | 8   | 5 | 4 | 0 | 1 | 138 | 117 | 21   | +3  |
| 2 | Norvège    | 8   | 5 | 4 | 0 | 1 | 141 | 121 | 20   | -3  |
| 3 | Espagne    | 6   | 5 | 3 | 0 | 2 | 125 | 116 | 9    | -   |
| 4 | Angola     | 4   | 5 | 2 | 0 | 3 | 116 | 128 | -12  | +4  |
| 5 | Roumanie   | 4   | 5 | 2 | 0 | 3 | 108 | 119 | -11  | -4  |
| 6 | Monténégro | 0   | 5 | 0 | 0 | 5 | 107 | 134 | -27  | -   |

|  | Qualifié pour les quarts de finale                                                                                     |
|  | Éliminé |
|  | Pts points ; J joués ; G victoires ; N nuls ; P défaites BP buts marqués ; BC buts encaissés ; Diff différence de buts |

Remarque : toutes les heures sont locales (UTC−3). En Europe (UTC+2), il faut donc ajouter 5 heures.
| 6 août 2016 9 h 30 | Norvège | 28 - 31   | Brésil       | Future Arena, Rio de Janeiro Affluence : 7 780 Arbitrage : Horáček, Novotný |
| 6 août 2016 9 h 30 | Mørk 12 | (16 - 17) | Rodrigues 12 | Future Arena, Rio de Janeiro Affluence : 7 780 Arbitrage : Horáček, Novotný |
| 6 août 2016 9 h 30 | ×2      | Rapport   | ×2 ×8 ×1     | Future Arena, Rio de Janeiro Affluence : 7 780 Arbitrage : Horáček, Novotný |

| 8 août 2016 14 h 40 | Espagne   | 24 - 27   | Norvège       | Future Arena, Rio de Janeiro Affluence : 5 238 Arbitrage : Geipel, Helbig |
| 8 août 2016 14 h 40 | Barbosa 5 | (10 - 11) | Kristiansen 7 | Future Arena, Rio de Janeiro Affluence : 5 238 Arbitrage : Geipel, Helbig |
| 8 août 2016 14 h 40 | ×2 ×3     | Rapport   | ×4 ×7         | Future Arena, Rio de Janeiro Affluence : 5 238 Arbitrage : Geipel, Helbig |

| 10 août 2016 16 h 40 | Norvège | 30 - 20  | Angola   | Future Arena, Rio de Janeiro Affluence : 6 332 Arbitrage : Charlotte et Julie Bonaventura |
| 10 août 2016 16 h 40 | Mørk 8  | (16 - 8) | Guialo 8 | Future Arena, Rio de Janeiro Affluence : 6 332 Arbitrage : Charlotte et Julie Bonaventura |
| 10 août 2016 16 h 40 | ×2 ×3   | Rapport  | ×2 ×4 ×1 | Future Arena, Rio de Janeiro Affluence : 6 332 Arbitrage : Charlotte et Julie Bonaventura |

| 12 août 2016 16 h 40 | Monténégro | 19 - 28   | Norvège | Future Arena, Rio de Janeiro Affluence : 6 460 Arbitrage : Coulibaly, Diabaté |
| 12 août 2016 16 h 40 | Jauković 5 | (11 - 16) | Mørk 6  | Future Arena, Rio de Janeiro Affluence : 6 460 Arbitrage : Coulibaly, Diabaté |
| 12 août 2016 16 h 40 | ×2 ×5      | Rapport   | ×3 ×4   | Future Arena, Rio de Janeiro Affluence : 6 460 Arbitrage : Coulibaly, Diabaté |

| 14 août 2016 16 h 40 | Norvège       | 28 - 27   | Roumanie | Future Arena, Rio de Janeiro Affluence : 8 304 Arbitrage : Alpaidze, Berezkina |
| 14 août 2016 16 h 40 | Kristiansen 7 | (14 - 13) | Neagu 11 | Future Arena, Rio de Janeiro Affluence : 8 304 Arbitrage : Alpaidze, Berezkina |
| 14 août 2016 16 h 40 | ×3 ×6         | Rapport   | ×3 ×6    | Future Arena, Rio de Janeiro Affluence : 8 304 Arbitrage : Alpaidze, Berezkina |

### Phase finale
|  | Quarts de finale                              | Quarts de finale                              |                                               |                                               | Demi-finales                                  | Demi-finales                                  |      |  | Finale                                        | Finale                                        |
|  | Quarts de finale                              | Quarts de finale                              |                                               |                                               | Demi-finales                                  | Demi-finales                                  |      |  | Finale                                        | Finale                                        |
|  |                                               |                                               |                                               |                                               |                                               |                                               |      |  |                                               |                                               |
|  | 16 août, 10h00, Future Arena (Rio de Janeiro) | 16 août, 10h00, Future Arena (Rio de Janeiro) |                                               |                                               | 18 août, 15h30, Future Arena (Rio de Janeiro) | 18 août, 15h30, Future Arena (Rio de Janeiro) |      |  | 20 août, 15h30, Future Arena (Rio de Janeiro) | 20 août, 15h30, Future Arena (Rio de Janeiro) |
|  | 16 août, 10h00, Future Arena (Rio de Janeiro) | 16 août, 10h00, Future Arena (Rio de Janeiro) |                                               |                                               | 18 août, 15h30, Future Arena (Rio de Janeiro) | 18 août, 15h30, Future Arena (Rio de Janeiro) |      |  | 20 août, 15h30, Future Arena (Rio de Janeiro) | 20 août, 15h30, Future Arena (Rio de Janeiro) |
|  | [A1] Brésil                                   | 23                                            |                                               |                                               | 18 août, 15h30, Future Arena (Rio de Janeiro) | 18 août, 15h30, Future Arena (Rio de Janeiro) |      |  | 20 août, 15h30, Future Arena (Rio de Janeiro) | 20 août, 15h30, Future Arena (Rio de Janeiro) |
|  | [A1] Brésil                                   | 23                                            |                                               |                                               | 18 août, 15h30, Future Arena (Rio de Janeiro) | 18 août, 15h30, Future Arena (Rio de Janeiro) |      |  | 20 août, 15h30, Future Arena (Rio de Janeiro) | 20 août, 15h30, Future Arena (Rio de Janeiro) |
|  | [B4] Pays-Bas                                 | 32                                            |                                               |                                               | 18 août, 15h30, Future Arena (Rio de Janeiro) | 18 août, 15h30, Future Arena (Rio de Janeiro) |      |  | 20 août, 15h30, Future Arena (Rio de Janeiro) | 20 août, 15h30, Future Arena (Rio de Janeiro) |
|  | [B4] Pays-Bas                                 | 32                                            | Pays-Bas                                      | 23                                            |                                               |                                               |      |  | 20 août, 15h30, Future Arena (Rio de Janeiro) | 20 août, 15h30, Future Arena (Rio de Janeiro) |
|  | 16 août, 13h30, Future Arena (Rio de Janeiro) |                                               | Pays-Bas                                      | 23                                            |                                               |                                               |      |  | 20 août, 15h30, Future Arena (Rio de Janeiro) | 20 août, 15h30, Future Arena (Rio de Janeiro) |
|  |                                               | France                                        | 24                                            |                                               |                                               |                                               |      |  | 20 août, 15h30, Future Arena (Rio de Janeiro) | 20 août, 15h30, Future Arena (Rio de Janeiro) |
|  | [A3] Espagne                                  | France                                        | 24                                            | 26                                            |                                               |                                               |      |  | 20 août, 15h30, Future Arena (Rio de Janeiro) | 20 août, 15h30, Future Arena (Rio de Janeiro) |
|  | [A3] Espagne                                  |                                               |                                               | 26                                            |                                               |                                               |      |  | 20 août, 15h30, Future Arena (Rio de Janeiro) | 20 août, 15h30, Future Arena (Rio de Janeiro) |
|  | [B2] France                                   | 27ap                                          |                                               |                                               |                                               |                                               |      |  | 20 août, 15h30, Future Arena (Rio de Janeiro) | 20 août, 15h30, Future Arena (Rio de Janeiro) |
|  | [B2] France                                   | 27ap                                          | France                                        | 19                                            |                                               |                                               |      |  |                                               |                                               |
|  | 16 août, 17h00, Future Arena (Rio de Janeiro) |                                               | France                                        | 19                                            |                                               |                                               |      |  |                                               |                                               |
|  |                                               | Russie                                        | 22                                            |                                               |                                               |                                               |      |  |                                               |                                               |
|  | [A2] Norvège                                  | Russie                                        | 22                                            | 33                                            |                                               |                                               |      |  |                                               |                                               |
|  | [A2] Norvège                                  | 18 août, 20h30, Future Arena (Rio de Janeiro) |                                               | 33                                            |                                               |                                               |      |  |                                               |                                               |
|  | [B3] Suède                                    | 20                                            |                                               |                                               |                                               |                                               |      |  |                                               |                                               |
|  | [B3] Suède                                    | 20                                            | Norvège                                       | 37                                            |                                               |                                               |      |  |                                               |                                               |
|  | 16 août, 20h30, Future Arena (Rio de Janeiro) | 16 août, 20h30, Future Arena (Rio de Janeiro) | Norvège                                       | 37                                            | Match pour la 3e place                        | Match pour la 3e place                        |      |  |                                               |                                               |
|  | 16 août, 20h30, Future Arena (Rio de Janeiro) | 16 août, 20h30, Future Arena (Rio de Janeiro) |                                               | Russie                                        | Match pour la 3e place                        | Match pour la 3e place                        | 38ap |  |                                               |                                               |
|  | [A4] Angola                                   | 27                                            | 20 août, 11h30, Future Arena (Rio de Janeiro) | 20 août, 11h30, Future Arena (Rio de Janeiro) |                                               |                                               | 38ap |  |                                               |                                               |
|  | [A4] Angola                                   | 27                                            | 20 août, 11h30, Future Arena (Rio de Janeiro) | 20 août, 11h30, Future Arena (Rio de Janeiro) |                                               |                                               |      |  |                                               |                                               |
|  | [B1] Russie                                   | 31                                            |                                               | Pays-Bas                                      | 26                                            |                                               |      |  |                                               |                                               |
|  | [B1] Russie                                   | 31                                            |                                               | Pays-Bas                                      | 26                                            |                                               |      |  |                                               |                                               |
|  |                                               |                                               |                                               |                                               |                                               |                                               |      |  | Norvège                                       | 36                                            |
|  |                                               |                                               |                                               |                                               |                                               |                                               |      |  | Norvège                                       | 36                                            |

#### Quarts de finale
| 16 août 2016 17 h 00 | Norvège   | 33 - 20  | Suède     | Future Arena, Rio de Janeiro Arbitrage : Charlotte et Julie Bonaventura |
| 16 août 2016 17 h 00 | Oftedal 6 | (19 - 7) | Gulldén 9 | Future Arena, Rio de Janeiro Arbitrage : Charlotte et Julie Bonaventura |
| 16 août 2016 17 h 00 | ×2 ×1     | Rapport  | ×3 ×1     | Future Arena, Rio de Janeiro Arbitrage : Charlotte et Julie Bonaventura |

#### Demi-finale
| 18 août 2016 20 h 30 | Norvège       | 37 - 38 (ap)       | Russie         | Future Arena, Rio de Janeiro Arbitrage : Lah, Sok |
| 18 août 2016 20 h 30 | Mørk 14       | (16 - 18, 31 - 31) | Bobrovnikova 8 | Future Arena, Rio de Janeiro Arbitrage : Lah, Sok |
| 18 août 2016 20 h 30 | Prol. : 6 - 7 |                    |                | Future Arena, Rio de Janeiro Arbitrage : Lah, Sok |
| 18 août 2016 20 h 30 | ×3 ×7         | Rapport            | ×4 ×5          | Future Arena, Rio de Janeiro Arbitrage : Lah, Sok |

#### Match pour la médaille de bronze
| 20 août 2016 11 h 30 | Pays-Bas | 26 - 36   | Norvège | Future Arena, Rio de Janeiro Affluence : 8 473 Arbitrage : Charlotte et Julie Bonaventura |
| 20 août 2016 11 h 30 | Groot 6  | (13 - 19) | Mørk 7  | Future Arena, Rio de Janeiro Affluence : 8 473 Arbitrage : Charlotte et Julie Bonaventura |
| 20 août 2016 11 h 30 | ×3 ×0    | Rapport   | ×1      | Future Arena, Rio de Janeiro Affluence : 8 473 Arbitrage : Charlotte et Julie Bonaventura |